# Би (Небраска)
Би (енгл. Bee) град је у америчкој савезној држави Небраска.

## Демографија
По попису из 2010. године број становника је 191, што је 32 (-14,3%) становника мање него 2000. године.
| Група             | 2000.       | 2010.       |
| Белци             | 221 (99,1%) | 185 (96,9%) |
| Афроамериканци    | 0 (0,0%)    | 0 (0,0%)    |
| Азијати           | 0 (0,0%)    | 0 (0,0%)    |
| Хиспаноамериканци | 0 (0,0%)    | 6 (3,1%)    |
| Укупно            | 223         | 191         |